# Erenler (helgen)
 For alternative betydninger, se Erenler. (Se også artikler, som begynder med Erenler)
Erenler (lit: de, der har opnået også kaldet eren, münevver (mūnavvar)), kommer af de tyrkiske udtryk ermek, som betyder at opnå. Erenler er en tiltale blandt dervisher, om personer, som har opnået det højeste spirituelle stadie, dvs. enhed med Gud igennem selvfornægtelse. Udtrykket kan også godt forklares med det at være helgen.
Denne tiltale bruges stadig blandt sufi-ordener i dag, bl.a. hos bektashi-ordenen i Albanien og hos alevitterne i Tyrkiet. Hos alevitterne er brugen dog mere begrænset i forhold til bektashitterne, som ikke kun benytter udtrykket i digte og religiøse forsamlinger, men også i daglig tale.
Et eksempel på brugen af benævnelsen kan ses i et digt af Shah Hatayi (d. 1524):
 Aman hey erenler mürüvvet sizden

Öksüzem garibem amana geldim

Şu benim halime merhamet eylen

Ağlayu ağlayu meydana geldim.
Nåde åh erenler, vis ædelmodighed

Jeg er kommet for benådning, alene og fortabt

Vis medfølelse for min tilstand

Grædende, er jeg kommet til arenaen.

Det sidste ord, meydan, som betyder arena, er en betegnelse for det rum i tekke'er og dergâh'er, hvor religiøse forsamlinger finder sted. I nutidens alevisme, er meydan odası (lit: arena-rummet), det mest centrale rum i en Cemevi, som også kaldes meydan evi (lit: arena-huset).
I alevismen benyttes udtrykket erenler også om alevitiske helgener, især middelalderlige helgener. Eksempelvis er "Horasan Erenleri" (Khorasan-helgenerne) eller "Anadolu Erenleri" (De Anatolske Helgener) to ofte brugte betegnelser.
Khorasan-helgenerne refererer til en række dervisher, som menes at være flyttet til Anatolien fra Khorasan-området og dermed have bragt alevismen til Anatolien. I alevi-kilder, beskrives disse helgener som bestående af 90.000 dervisher.
Khorasan-området har i mange århundreder været særlig populær som et "centrum for sufisme", hvilket området stadig er i dag. Mange historisk fremtrædende sufi-skikkelser, som Mevlana og Haji Bektash blev også født i Khorasan-området. Disse personer menes også at tilhøre den bevægelse af Khorasan-helgener, som flyttede til Anatolien.
Bevægelsen startede formentligt blandt dervisher fra Malamiyya-ordenen, som blev særlig synlig i Khorasan fra det 9. århundrede.
Mens Khorasan-helgenerne især er en betegnelse for de dervisher, der er flyttet til Anatolien, refererer De Anatolske Helgener formentligt til de fremtrædende dervisher, der er fremkommet i selve Anatolien. Skikkelser som Abdal Musa, Kaygusuz Abdal og Pir Sultan Abdal hører sandsynligvis til i denne kategori.